# Улица Новосёлов (Рязань)
У́лица Новосёлов — улица в Октябрьском районе города Рязани. Проходит от улицы Тимуровцев до перекрёстка с улицами Героев десантников и Шереметьевской. Пересекает улицы Советской Армии, Тимакова, Полевую, Зубковой, Колупановку, Старое Село, Васильевскую и ряд проездов.
Нумерация домов начинается от улицы Тимуровцев.

## История
Возникновение в конце 1960-х годов и активная застройка улицы обусловлены развитием нового микрорайона Рязани Песочня.

## Здания и организации
- Дом № 5 к. 1 — МБУДО «Рязанский городской центр развития творчества детей и юношества „Созвездие“»
- Дом № 6 — МБОУ Школа № 31
- Дом № 13 — МБУК КДЦ «Октябрь»
- Дом № 14/16 — 12-этажный дом, в подвале которого произошёл инцидент с «рязанским сахаром»
- Дом № 17 — Библиотека-филиал № 12 МУК «Централизованная библиотечная система г. Рязани»
- Дом № 17А — Детский сад № 131
- Дом № 17 к. 1 — МБОУ Школа № 72
- Дома № 26, 26 к. 1, …, 26 к. 11 — корпуса ГБУ РО «Городская клиническая больница № 11»
- Дом № 30Б — МБОУ Школа № 68
- Дом № 32А — ГБУ РО «Городская детская поликлиника № 7»
- Дом № 33А — ГБУ РО «Городской клинический родильный дом № 1»
- Дом № 33В — Храм Александра Невского
- Дом № 38А — Детский сад № 142 «Теремок»
- Дом № 47 к. 4 — Храм Василия Рязанского
- Дом № 62 — ТЦ «Европа»

## Достопримечательности

### Храм Александра Невского
Храм святого благоверного князя Александра Невского расположен в центре Дашково-Песочни, самого большого жилого района Рязани. На месте будущего храма 18 января 2000 года, в Богоявленский сочельник, перед иконой святого Александра Невского впервые было совершено Великое освящение воды. Первого июля того же года была освящена построенная деревянная церковь с престолом Александра Невского. Впоследствии деревянная церковь была разобрана, и на её месте в сентябре 2001 года началось строительство кирпичного Александро-Невского храма. 2 января 2005 года, в праздник святого праведного Иоанна Кронштадского, храм святого благоверного князя Александра Невского с приделами святого преподобного Серафима Саровского и святых Царственных Мучеников был освящён архиепископом Рязанским и Касимовским Павлом.

### Крестовоздвиженский храм
В 2000 году в администрацию города Рязани обратился митрополит Рязанский и Касимовский Си́мон с просьбой о выделении земельного участка для строительства монастырского подворья. В 2004 году по решению Епархиального Совета Рязанской Епархии монастырское подворье было преобразовано в самостоятельный приход и получило наименование Приход Крестовоздвиженского храма города Рязани (Дашково-Песочня). Сам Крестовоздвиженский храм является лишь небольшой частью храмового комплекса.

### Храм Василия Рязанского
В основе проекта будущего храма лежит точная копия плана Спасского собора Старой Рязани с авторскими дополнениями архитектора иерея Константина Камышанова. Современный Васильевский храм будет двухуровневым, высотой 55 метров и площадью 4000 м², сможет вместить тысячу человек. Для сравнения: высота Успенского собора в Рязанском кремле составляет 41 метр, а площадь 1600 м².

### Бульвар и бюст М. Д. Скобелева
В 1993 году в Рязани на улице Новосёлов был заложен, а в 1995 году открыт в рамках празднования 900-летия города памятник-бюст М. Д. Скобелева. Скульптор — Б. С. Горбунов, архитектор — В. Л. Сытых.

## Транспорт
Маршруты городского транспорта проходят на всём протяжении улицы.
| Маршруты общественного транспорта на улице Новосёлов (2023 г.) | Маршруты общественного транспорта на улице Новосёлов (2023 г.) | Маршруты общественного транспорта на улице Новосёлов (2023 г.) | Маршруты общественного транспорта на улице Новосёлов (2023 г.) | Маршруты общественного транспорта на улице Новосёлов (2023 г.) |
| Остановка общественного транспорта (ООТ)                       | Троллейбусы                                                    | Автобусы                                                       | Маршрутные такси                                               | Примечание |
| -------------------------------------------------------------- | -------------------------------------------------------------- | -------------------------------------------------------------- | -------------------------------------------------------------- | --- |
| Улица Новосёлов, 5                                             | —                                                              | 62                                                             | —                                                              | ООТ расположена на нечётной стороне улицы |
| Улица Новосёлов                                                | 3, 13                                                          | 6, 8, 16, 17, 32, 47, 53, 65, 66, 77, 99                       | 33                                                             | ООТ расположена на чётной стороне улицы |
| Кинотеатр «Октябрь»                                            | 3, 13                                                          | 6, 8, 16, 17, 21, 27, 32, 47, 53, 65, 66, 73, 77, 99; 62, 85   | 33; 46                                                         | Маршруты № 46 и № 62 имеют ООТ только на нечётной стороне, маршрут № 85 — только на чётной |
| Городская больница № 11                                        | 13; 3                                                          | 6, 8, 16, 21, 27, 32, 47, 53, 65, 66, 73, 99; 17, 77, 85       | 33                                                             | Маршруты № 17, № 77 и № 85 имеют ООТ только на чётной стороне. ООТ для маршрута «Глобус — Новосёлов, 60». Маршруты № 3 и «Европа — Больница № 11» имеют расположенные отдельно начальную и конечную остановки |
| Стоматологическая поликлиника                                  | 13                                                             | 6, 8, 16, 21, 27, 32, 47, 53, 65, 66, 73, 99; 17, 77, 85       | 33                                                             | Маршруты № 17, № 77 и № 85 имеют ООТ только на чётной стороне. ООТ для маршрута «Европа — Больница № 11» |
| Шереметьево                                                    | —                                                              | 6, 8, 16, 21, 27, 32, 47, 53, 65, 66, 73, 99; 17, 77, 85       | 33                                                             | Маршруты № 17, № 77 и № 85 имеют ООТ только на чётной стороне. ООТ для маршрутов «Глобус — Новосёлов, 60» и «Европа — Больница № 11»                                                                          |
| Сбербанк                                                       | —                                                              | 6, 8, 16, 17, 21, 27, 32, 47, 53, 65, 66, 73                   | 33                                                             | ООТ для маршрута «Европа — Больница № 11» |
| Улица Новосёлов, 54                                            | —                                                              | 6, 8, 16, 17, 21, 27, 32, 47, 53, 65, 66, 73                   | 33                                                             | ООТ для маршрута «Европа — Больница № 11» |
| Улица Новосёлов, 60                                            | —                                                              | 6, 8, 16, 17, 21, 27, 32, 47, 65, 73                           | 33                                                             | ООТ для маршрута «Глобус — Новосёлов, 60» |
| Гипермаркет Европа                                             | —                                                              | —                                                              | —                                                              | ООТ для маршрута «Европа — Больница № 11» |